# 隙間櫻花與謊言都市
《隙間櫻花與謊言都市》（日语：すきま桜とうその都会）為propeller社於2011年6月24日發表的十八禁戀愛冒險遊戲，為該品牌的第7部作品。

## 世界觀
以街巷路名及地行位置判斷，故事中的櫻乃市似乎是現代的東京，而故事開始時間是2044年之後的未來。櫻乃市是一座特別的城市，只有「說謊者」才有進入的資格，城市的中央有著巨大的櫻樹，全年都飄散著美麗的櫻花，其茂盛的枝葉佈滿整座城市。然而，人是抱持著或者有甚麼原因才說謊，而進入城市的說謊者所抱持的謊言也不一樣，在這座人人都說謊的城市裡，由於彼此尊重而不會去窺伺彼此心裡抱持的謊言。這裡是逃避或者躲藏真實的樂土，傳說中，這裡也是實現謊言的隅地，城市建立了約二十年的時間，有進入資格人漸漸變多，部份企業取得了進入城市的渠道，商販也開始多了起來。櫻乃市共有23個學園，主人公一行就讀的學校為櫻乃第二學園。

## 故事
春日井兄妹春日井優真及春日井咲良，一同流浪在遍佈冬景的市街，冬日的市街充斥著生冷與寂寥，而走著走著他們突然發現，不屬於冬日的櫻花居然在市街中飄散著，市街在瞬間迎來了春天。他們眺望著城市這樣不尋常的景色，倏地，在城市的隙間中，他們發現了巨大的櫻花樹「粉雪櫻」。在遠遠的地方，有棵巨大的櫻花樹！優真及咲良走進了櫻花樹，為巨大的櫻花樹驚異與讚嘆著。一陣玲鐺聲響起，穿紅色妍細和服的美麗少女經過他們身邊，少女對他們說「歡迎來到櫻乃」。在少女的帶領下，三人搭乘電車來到了櫻乃市的新宿，一座具有濃厚鄉村味的建築─「櫻莊」。「櫻莊」是櫻乃學園的學生宿舍，宿舍長結城音音，發現了在門口的春日井兄妹，然而兄妹左右也找不到穿紅色妍細和服少女的身影。聽完春日井兄妹的描述後，結城音音說春日井兄妹遇見了神明。在音音的邀請下，春日井兄妹進入了櫻莊。在音音介紹櫻莊時，遇見了櫻莊開心果巧可，與音音所飼養的貓，在愛貓的咲良決定下，兄妹住進櫻莊。午間，優真在廚房遇見了正在做菜的橘花珠早以及乙女霞，橘花珠很像優真小時候的青梅竹馬，然而卻失去了進入城市前的記憶。在春日井兄妹的歡迎會後，音音介紹他們到學校上學。隔天櫻莊一行人到了學校櫻乃第二學園上學，認識了班上自稱戰國系的正宗，與一副大小姐模樣的班長彩香，與各式各樣有些怪異舉止的同班同學。放學後，由於大家都是歸宅部，巧可提議一起找櫻乃的神明，然而卻一無所獲。雖然生活周遭有著各式各樣的奇人異士，然而卻讓春日井兄妹到溫暖，漸漸的兩人適應了櫻乃市的學園生活。

## 登場角色

### 主要角色
春日井 優真
本作主人公，二年級生，怕麻煩的典型，但是卻相當的照顧人。平常時都保持著冷靜，但是遇到該做的事情時，有著很強的行動力。在團體中的位置隨著狀況與團體中的人而改變，喜歡自己的妹妹，順從著自己妹妹任性的要求，甚至有了自己是被虐者愛好的自覺。
在遙遠的過去是機器人，負責教導與保護鈴的安全。
春日井 咲良（聲：みる）
優真的妹妹，小優真一歲，由於小時候的一些因素，導致現在不能開口說話，只能用手機上的文字來表達，喜歡自己的哥哥，不坦率去承認這點，但行動上相當直接，經常用命令式的語氣要求主人公作事，心理下意識的跟哥哥親近，甚至與優真擁抱、洗澡、睡同一個房間，然而也都是用命令的形式。想要優真關心，但是一旦優真表達關心時卻常口是心非的拒絕，要求優真隨時守護著她。對於靠近優真的女性會直接表露出妒忌，然而本人卻不肯承認。
鈴的轉世。
橘 花珠（聲：有栖川みや美）
優真小時候的青梅竹馬，同時也是初戀的對象，與優真同齡。然而因為失憶的關係，沒有與優真一同生活的記憶，然而優真卻有著與他一同生活的記憶，雖然失憶但比誰都熟悉生活小知識。在主人公進入櫻莊前即在櫻莊住下，負責宿舍的料理。很注意料理的營養搭配與均衡，甚至被懷疑以前是不是營養師，有時也會做出追求營養犧牲味道的料理。經常擺出一副大姐姐的模樣，但由於天然呆不會看氣氛，在團體間有時會說些不合適的話，在加上說話溫吞，又很不服輸，在團體中是常被開玩笑的對象。看情況不對勁時，會為了蒙混過去說些小謊話。
真正的身分是飄，因車禍加上憧憬姐姐花珠，而靈魂出竅來到都市裡，身體還在醫院裡。
天羽 巧可（聲：雪都さお梨）
櫻莊的開心果，喜歡說俏皮話，有時也會自稱自讚，與優真同齡。是個個性開朗活潑，甚至有些吵鬧，精力旺盛的女孩，喜歡待在櫻莊的屋頂。個性直爽很容易和別人交上朋友，經常成為團體中最顯眼的人。很容易就喜歡上什麼東西，然而往往是三分鐘熱度，而且很怕麻煩的事情，甚至連泡泡麵都會嫌麻煩。喜歡看「宇宙偵探巧可碳」。
鈴（聲：笹川綺雪）
進入櫻乃市時遇見的神祕少女，外貌很像傳說中「可以把謊言變真實」的神明，表情很少，也很少表露出情緒，說話相當簡短。對於各種知識都很欠缺，主動說話常是在她在要求別人教他知識時，對於一般小孩子都會知道的事情也經常提問。
在遙遠的過去是機器人，擁有潘朵拉的盒子，能創造世界。

### 其他角色
早乙女 霞（聲：美月）
乍見之下是個普通有常識的女生，身材也很有女人味，但其實是男生。過去可能受過良好教養，也很有氣質，也是宿舍管理上不可或缺的人物，雖然不是宿舍長，卻經常幫忙處理宿舍的事務。上學不穿制服，對於戀愛很純真，平常很可靠的樣子，但對戀愛的話題往往因為害羞無法招架。
結城 音音（聲：奏雨）
櫻莊的宿舍長，同時也是優真在櫻乃學園的老師，擔當科目是國語，然而卻不擅長作文。脾氣與言行很孩子氣，喜歡吃漢堡，不喜歡吃蘿蔔跟青椒，很容易就軟弱與認輸，也很容易激動大哭，把開玩笑的話當真。因認為酒是大人的的食物，雖然不擅常喝酒但又拼命猛灌。為了長高跟胸部變大，養成了每天早上喝牛奶的興趣。看起來很嬌小跟小孩子一樣，把她當作小孩會生氣，討厭被人說「可愛」，但對於自己可愛的言行沒有自覺。對貓毛過敏，卻在宿舍中養著名為「提洛爾(ちろる)」的貓。
提洛爾
結城音音在櫻莊養的貓，對咲良很親近。
飄（聲：まきいづみ）
優真在上野相遇的少女，總是把優真當笨蛋耍，言行舉止比看起來成熟，似乎與花珠有關係。
真正的身分是花珠。
彩香（聲：民安ともえ）
優真班上的班長，全名為西條彩香，講話一副有錢大小姐的語氣，看起來也是個普通的少女，然而卻隱藏著奇怪的嗜好，與巧可關係很好。
夕陽（聲：涼森ちさと）
在櫻乃的醫院工作的醫生，與優真在千代田相遇，是個認真幹練又很能找到吐槽點的人，很適合穿白衣。自稱是「真貨」但讓人搞不懂所謂真貨是什麼。
正宗（聲：堀川忍）
本名為田中一郎，自稱是「戰國系」的同班同學，總是戴著眼帶以及穿著漢字的T恤。每天T恤上的漢字都不相同，為了變得受女生歡迎而努力。

## 主題曲
開幕曲「言葉繋ぎ」
作詞：神保篤，作曲/編曲：冨田敦，歌：花たん 合唱：もんちー
閉幕曲「Brand New Voice」
作詞：神保篤，作曲/編曲：冨田敦，歌：花たん

## 外部連結
- propeller Official Website - すきま桜とうその都会 - （页面存档备份，存于）（未滿十八歲禁止進入）（日語）